# Daichi Okumiya
Daichi Okumiya (japanisch 屋宮 大地 Okumiya Daichi; * 27. November 1988 in der Präfektur Kagoshima) ist ein ehemaliger japanischer Fußballspieler.

## Karriere
Okumiya erlernte das Fußballspielen in der Schulmannschaft der Shoyo High School und der Universitätsmannschaft der Pädagogischen Hochschule Fukuoka. Seinen ersten Vertrag unterschrieb er 2011 beim Honda Lock SC. Der Verein spielte in der dritthöchsten Liga des Landes, der Japan Football League. Für den Verein absolvierte er 93 Ligaspiele. 2014 wechselte er zum Drittligisten FC Ryūkyū. Für den Verein absolvierte er 58 Ligaspiele. 2016 wurde er an den FC Seriore ausgeliehen. 2018 kehrte er zum FC Ryūkyū zurück. Für den Verein absolvierte er fünf Ligaspiele. Ende 2018 beendete er seine Karriere als Fußballspieler.